# Staffan Nilsson (silversmed)
Staffan Nilsson, född 19 september 1949 i Örebro, är en svensk silversmed och författare. Nilsson har utbildats i keramik och silversmide vid Hantverkets Folkhögskola i Leksand och driver sedan 1977 egen verksamhet som silversmed i Falun. 
Han arbetar mestadels med brukssilver som till exempel skålar, kannor, fat  och vaser, men har även gjort krucifix och kyrksilver till många kyrkor, främst i Dalarna. Grundformen i hans corpusarbeten och smycken är strängt geometrisk med en livlig färgverkan genom kombinationen av silver och akryl i rött, blått eller svart. Han har även arbetat fram nya typer av matbestick.
Nilsson finns representerad på Nationalmuseum i Stockholm,  Röhsska museet i Göteborg, Dalarnas museum och Östergötlands museum. Han har även medverkat i grupputställningar på Prins Eugens Waldemarsudde i Stockholm, Bard Institute i New York samt Hallwylska museet i Stockholm.
Nilsson undervisar även i silversmide och skriver böcker om ämnet. Han har bland annat bearbetat en skrift om silversmide från 1600-talet betitlad Åke Rålamb, Utaf adelig öfning från 1696. Han är redaktör för flera bokprojekt, och producerar även seriealbum med historiskt innehåll.